# 海亞茨維爾交叉口站
海亞茨維爾交叉口站（英語：Hyattsville Crossing station）是绿线中的一座华盛顿地铁站，位于马里兰州乔治王子县海亞茨維爾。
该站位于海亞茨維爾商业地区，在商场在乔治王子附近，就在East-West Highway和Belcrest Road附近。服务开始于1993年12月11日，原名乔治王子广场站（英語：Prince George's Plaza station），2022年9月改为现名。

## 附近
- 商场在乔治王子
- 大学城镇中心，包括国家卫生统计中心的营业点，其他联邦办公室空间，宅楼和零售空间。

## 车站布局
| 出入口 | 街道上             | 出口/入口，停车车库           |
| 站厅   | 夹层               | 单向闸机，售票机，服务台      |
| 月台   | 侧式月台，右側開门 | 侧式月台，右側開门            |
| 月台   | 南行               | 往分支大道（西海恩茲維爾）    |
| 月台   | 北行               | 往綠帶（學院公園-馬里蘭大學） |
| 月台   | 側式月台，右側開门 |                               |